# Карчевская
Карчевская — деревня в Тарногском районе Вологодской области.
Входит в состав Илезского сельского поселения, с точки зрения административно-территориального деления — в Илезский сельсовет.
Расстояние по автодороге до районного центра Тарногского Городка — 37 км, до центра муниципального образования Илезского Погоста — 2 км. Ближайшие населённые пункты — Мичуровская, Ивановская, Якинская, Ермаковская, Степушино.
По переписи 2002 года население — 20 человек (12 мужчин, 8 женщин). Всё население — русские.